# Wojciech Niedbała
Wojciech Niedbała, född 1943, är en polsk zoolog, som specialiserat sig på kvalster, främst Oribatida. Niedbała är professor emeritus vid Adam Mickiewiczuniversitet i Poznań. Hans arbetsområden är zoologisk systematik, markzoologi, systemekologi och zoogeografi. Niedbała har beskrivit närmare 900 arter av kvalster.